# سعاد زكي
 سعاد زكي (1919 - 2005) مطربة مصرية من أصول يهودية. برزت خلال الثلاثينات والاربعينات والخمسينات من القرن العشرين.

## حياتها
ولدت سعاد زكي لأسرة برجوازية في القاهرة عام 1915، وكان والدها يعمل قاضيًا. تعلمت الغناء على أيدي اثنين من كبار الملحنين في ذلك الزمان وهما داود حسني والشيخ زكريا أحمد، وغنت بعض الأغاني من ألحان رياض السنباطي وبعض كبار الملحنين في ذلك الوقت، كان صوتها جميل واداءها رائع خاصة عندما تغني الأدوار مثل دور فؤادي حر للشيخ زكريا أحمد ودور عاهدتني وإحنا سوى لداود حسني كذلك أجادت في أداء الأغاني العاطفية كقصيدة يا أيها الطير غرّد فوق الرياحين ،غنّت في حفل افتتاح جامعة القاهرة،
تزوجت من عازف القانون مسلم الديانة محمد العقاد ( الأبن ) ثم سافرا إلى الولايات المتحدة الأمريكية وعلى الرغم من اختلاف الديانات، احترم كل من الزوجين معتقدات الآخر. بقيت فيها لفترة ورزقت هناك بولد (موشي) وهو ما أغضب زوجها، فقررت الهجرة لإسرائيل وتركت زوجها في أمريكا.
غنت بعد وصولها إلى إسرائيل، لمدة 20 عامًا حتى بلغت 57 عامًا، وغنت مع زوزو موسى في صوت إسرائيل باللغة العربية و عندما كانت سعاد زكي في السبعينات من عمرها تزوجت «العقاد» مرة أخرى، وعاشا في نيويورك لمدة 7 سنوات، ثم سافرا إلى إسرائيل بعد حادث سرقة تعرض له زوجها، الذي مات عام 1993 ودُفن في مقبرة إسلامية في حيفا، بينما توفيت سعاد زكي في 2005، ودفنت في مقبرة يهودية في طيرة الكرمل.

## فيلموجرافيا
- 1974: التضحية الكبرى.
- 1945: سلامة.
- 1942: على مسرح الحياة.
- 1942: بحبح في بغداد.